# Generalisierter Impuls
Der generalisierte Impuls, auch verallgemeinerter, kanonischer, kanonisch konjugierter, oder konjugierter Impuls, tritt sowohl in der Hamiltonschen Mechanik als auch in der Lagrange-Mechanik auf. Zusammen mit dem konjugierten Ort kennzeichnet er den jeweiligen Zustand des Systems, der sich mit der Zeit gemäß den Hamiltonschen Bewegungsgleichungen ändert.
Als Funktion des Ortes {\displaystyle q} und der Geschwindigkeit {\displaystyle {\dot {q}}} ist der generalisierte Impuls die partielle Ableitung der Lagrange-Funktion {\displaystyle L} nach der Geschwindigkeit:
{\displaystyle p_{j}={\frac {\partial L}{\partial {\dot {q}}_{j}}}\,,\ j=1\ldots n}
Beim Übergang von der klassischen Physik zur Quantenmechanik wird der kanonische Impuls (im Gegensatz zum kinetischen Impuls) durch den Impulsoperator {\displaystyle {\hat {p}}} ersetzt:
{\displaystyle p_{j}\rightarrow {\hat {p}}_{j}=-\hbar i{\frac {\partial }{\partial x_{j}}}}

## Beispiele

### Klassische Bewegung
- Bei Bewegung eines Teilchens der Masse {\displaystyle m} in einem Potential {\displaystyle V(\mathbf {x} ,t)} ohne Zwangsbedingungen in kartesischen Koordinaten

{\displaystyle L={\frac {1}{2}}\,m\,{\dot {\mathbf {x} }}^{2}-V(\mathbf {x} ,t)}
ist der generalisierte Impuls gleich dem kinetischen Impuls:
{\displaystyle \mathbf {p} =m{\dot {\mathbf {x} }}}
- Bei Bewegung eines Teilchens der Masse {\displaystyle m} in einem Potential {\displaystyle V(r,\varphi ,z,t)} in Zylinderkoordinaten

{\displaystyle L={\frac {1}{2}}\,m{\bigl (}{\dot {r}}^{2}+r^{2}{\dot {\varphi }}^{2}+{\dot {z}}^{2}{\bigr )}-V(r,\varphi ,z,t)}
ist der zum Winkel konjugierte generalisierte Impuls die Komponente des Drehimpulses in Richtung der Zylinderachse:
{\displaystyle p_{\dot {\varphi }}={\frac {\partial L}{\partial {\dot {\varphi }}}}=m\,r^{2}{\dot {\varphi }}}
- Bei Bewegung einer Punktladung {\displaystyle q} mit Masse {\displaystyle m} im elektromagnetischen Feld ({\displaystyle \phi } ist das elektrische Potential)

{\displaystyle L={\frac {1}{2}}\,m\,{\dot {\mathbf {x} }}^{2}-q\,\phi (t,\mathbf {x} )+q\,{\dot {\mathbf {x} }}\cdot \mathbf {A} (t,\mathbf {x} )}
hat der generalisierte Impuls zusätzlich zum kinetischen Impuls einen Beitrag vom Vektorpotential {\displaystyle \mathbf {A} } des Feldes:
{\displaystyle \mathbf {p} =m\,{\dot {\mathbf {x} }}+q\,\mathbf {A} (t,\mathbf {x} )}

### Relativistische Bewegung
- Bei der relativistischen Bewegung eines Teilchens der Masse {\displaystyle m_{0}} in einem Potential {\displaystyle V(\mathbf {x} ,t)} ohne Zwangsbedingungen in kartesischen Koordinaten

{\displaystyle L=-m_{0}\,c^{2}{\sqrt {1-{\frac {{\dot {\mathbf {x} }}^{2}}{c^{2}}}}}-V(\mathbf {x} ,t)}
ist der generalisierte Impuls gleich dem kinetischen Impuls:
{\displaystyle \mathbf {p} ={\frac {m_{0}\,{\dot {\mathbf {x} }}}{\sqrt {1-{\frac {{\dot {\mathbf {x} }}^{2}}{c^{2}}}}}}}
- Bei relativistischer Bewegung einer Punktladung {\displaystyle q} mit der Masse {\displaystyle m_{0}} im elektromagnetischen Feld

{\displaystyle L=-m_{0}\,c^{2}{\sqrt {1-{\frac {{\dot {\mathbf {x} }}^{2}}{c^{2}}}}}-q\,\phi (t,\mathbf {x} )+q\,{\dot {\mathbf {x} }}\cdot \mathbf {A} (t,\mathbf {x} )}
hat der generalisierte Impuls zusätzlich zum kinetischen Impuls einen Beitrag vom Vektorpotential des Feldes:
{\displaystyle \mathbf {p} ={\frac {m_{0}\,{\dot {\mathbf {x} }}}{\sqrt {1-{\frac {{\dot {\mathbf {x} }}^{2}}{c^{2}}}}}}+q\,\mathbf {A} (\mathbf {x} ,t)}